# 上川町 (八王子市)
上川町（かみかわまち）は、東京都八王子市の地名である。丁番を持たない単独町名であり、住居表示未実施区域。郵便番号は192-0151（恩方郵便局管区）。

## 地理
八王子市北西部川口川の上流域に位置し、旧川口村の一区域。北に秋川丘陵、南に川口丘陵が東西に連なり、その間を川口川が東流、川沿いに秋川街道が並走し、北方へ小峰トンネルを越えて五日市（現あきる野市五日市）へ通じる。東で川口町、南で美山町、北西部をあきる野市と隣接する。

### 河川
- 川口川

## 歴史

### 沿革
- 1889年（明治22年）4月1日 町村制施行により、神奈川県南多摩郡上川口村が下川口村、犬目村、楢原村、山入村と合併し川口村が成立する。
- 1955年（昭和30年）4月1日 - 川口村が八王子市へ編入。
- 1956年（昭和31年）10月1日 - 旧川口村大字上川口の区域が上川町となる。

## 世帯数と人口
2017年（平成29年）12月31日現在の世帯数と人口は以下の通りである。
| 町丁   | 世帯数  | 人口    |
| ------ | ------- | ------- |
| 上川町 | 749世帯 | 1,559人 |

## 小・中学校の学区
市立小・中学校に通う場合、学区は以下の通りとなる。
| 番地 | 小学校                 | 中学校               |
| ---- | ---------------------- | -------------------- |
| 全域 | 八王子市立上川口小学校 | 八王子市立川口中学校 |

## 交通

### 道路・橋梁
- 東京都道32号八王子五日市線（秋川街道）
- 上川橋（川口川、東京都八王子市）
- 影沢橋（川口川、東京都八王子市）
- 黒沢橋（川口川、東京都八王子市）
- 新関戸橋（川口川、東京都八王子市）
- 田守橋（川口川、東京都八王子市）
- 久保橋（川口川、東京都八王子市）
- 糀谷橋（川口川、東京都八王子市）
- 羽生入橋（川口川、東京都八王子市）

### 路線バス
- 西東京バス
  - 京王・JR八王子駅〜川口小学校〜今熊〜武蔵五日市駅
  - 京王・JR八王子駅〜川口小学校・上川霊園

## 施設

### 行政
- 上川農村環境改善センター

### 教育
- 八王子市立上川口小学校
- 帝京八王子中学校・高等学校

### 神社・寺院
- 円福寺
- 福寿寺
- 三光院
- 正福寺
- 大仙寺
- 戸沢観音堂
- 田守神社
- 今熊神社
- 熊野神社

### 墓地・霊園
- 上川霊園
- 福寿霊園

### 名所・旧跡・史跡
- 幻境の碑（碑文には「幻境 秋山国三郎 北村透谷 親交の地」と篆刻される。上川町東部会館前）
- 今熊山（八王子八十八景、今熊神社をいただく閑静な山。春、山麓に咲くミツバツツジが見事）
- 金剛の滝(八王子八十八景、18mの雄滝と4mの雌滝からなる）

### 指定文化財
- 獅子舞（田守神社、今熊神社で8月末に行われる町民祭での獅子舞は市指定無形民俗文化財）